# ふたみ型海洋観測艦
ふたみ型海洋観測艦（ふたみがたかいようかんそくかん、英語: Futami-class hydro-graphic survey ships）は海上自衛隊の海洋観測艦の艦級。2隻建造されたが、計画年度にして7年の間隔が空いており、主機関など改正点も多い。

## 来歴
対潜戦のパッシブ戦化に伴って、海上作戦の効率的な遂行には海洋環境資料の収集が求められるようになり、海底地形・底質や潮流・海流、地磁気、水質（水温・塩分など）や海上気象などを相互に関連付けて、精密に測定する必要が生じた。このことから、海上自衛隊では昭和42年度計画で「あかし」を建造、1969年にはその運用部隊として海洋業務隊を新編して、海洋環境情報活動に着手した。
しかし同艦1隻では十分な情報収集体制の構築は困難であった。このことから、1974年よりかさど型掃海艇5隻を順次に海洋観測艇に改造するとともに、専用の海洋観測艦の建造が計画された。これに基づき、まず第4次防衛力整備計画に基づき昭和51年度計画で2,050トン型海洋観測艦1隻が建造され、「ふたみ」として就役した。その後、56中業に基づいて昭和58年度計画で更に1隻が追加建造され、「わかさ」として就役した。

## 設計
船型は、二層の全通甲板を有する長船首楼型とされており、船体設計は商船構造とされている。観測舷は右舷とされており、各種機器の揚降の便や波浪の影響を考慮して、艦尾甲板を観測作業甲板としている。
「あかし」と比して音響観測能力を強化しており、観測機器やケーブルを敷設するため、艦首に敷設艦と同様のバウ・シーブとガントリーを設けているが、これは以後の海洋観測艦でも踏襲され、外見上の特徴となった。ケーブル巻上機は艦橋構造物直前の甲板室に設置されているが、ここは上甲板（第1甲板）を底面、02甲板を天井として2層分の高さを確保している。ケーブル・タンクは艦橋下方の船底部に設けられており、ケーブルの敷設が進むとともにトップヘビーになることから、二重底に海水バラスト・タンクを設けており、いかなる載荷状態でも復原性が確保される。また、漂泊ないし低速航行時を考慮して、減揺タンクやバウ・スラスターも備えている。
主機関としては、1番艦（51AGS）では川崎重工業・MANのV型8気筒機関であるV8V22/30ATLディーゼルエンジン（単機出力2,200馬力）が搭載された。これは、この時期の補助艦艇で一般的であったVV22/30シリーズに属していたが、昭和54年度以降に計画された艦艇では富士ディーゼルのL27.2XFシリーズが搭載されるようになったことから、2番艦（58AGS）では、この系譜に連なる直列8気筒の富士8L27.5XFディーゼルエンジン（単機出力2,250馬力）に変更された。音響観測のため、艦内には様々な水中放射雑音低減策が講じられており、主機関も高弾性ゴム継ぎ手、減速器を介して駆動する可変ピッチ・プロペラが採用されている。
また電源としては、ガスタービン発電機1基とディーゼル発電機3基を備えており、合計出力は1,800キロワットである。ガスタービン主発電機の原動機は、アメリカのギャレット社のIME831-800ガスタービンエンジンを神鋼造機がOEM生産して搭載した。

## 装備
艦橋直下の02甲板には管制室、観測室が配置され、精密艦位測定装置、精密音響測定装置、海底音波探査装置、各種記録計、解析機器、ロランCなどが配置されている。
観測作業甲板前端部には中折式クレーン（力量3トン）が、また右舷前方と艦尾には起倒式ギャロウスが備えられている。後部には電磁海流計、磁力計、水温記録器などの巻揚機、水温検知錘の投下機がある。また観測作業甲板の直前にあたる01甲板の後端部にも、観測用巻揚機が大小計4基備えられている。
搭載艇としては、11メートル作業艇と7.9メートル内火艇を各1隻搭載する。なお、水中作業用としてアメリカ製のRCV-225 ROVを搭載しているともされる。

## 同型艦

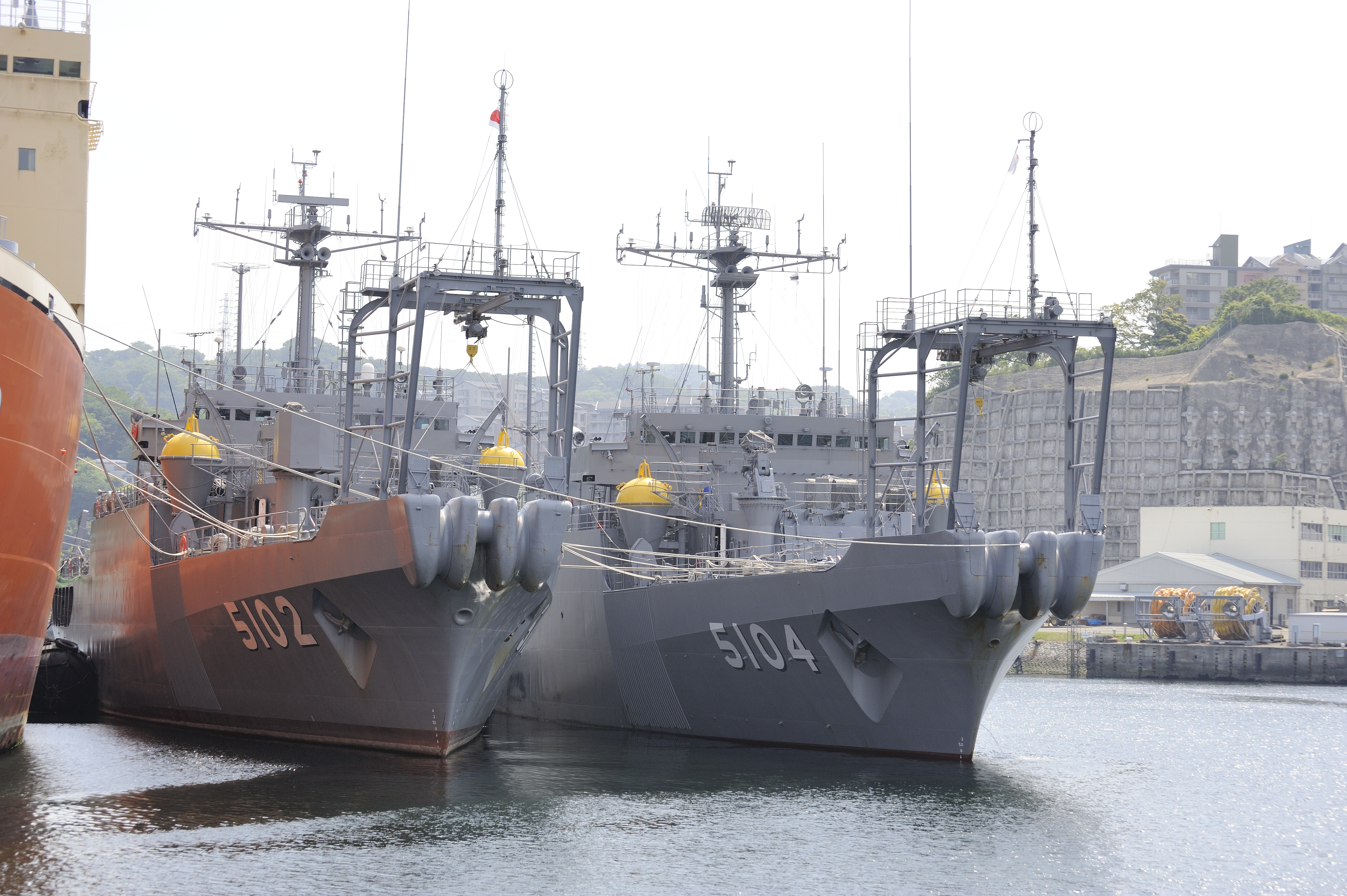
「ふたみ」（左）と「わかさ」（右）

| 艦番号   | 艦名   | 建造                  | 起工                        | 進水                        | 就役                        | 除籍                        | 所属                                              |
| -------- | ------ | --------------------- | --------------------------- | --------------------------- | --------------------------- | --------------------------- | ------------------------------------------------- |
| AGS-5102 | ふたみ | 三菱重工業 下関造船所 | 1978年 （昭和53年） 1月20日 | 1978年 （昭和53年） 8月9日  | 1979年 （昭和54年） 2月27日 | 2010年 （平成22年） 3月17日 | 最終所属 海洋業務群 （横須賀基地）                |
| AGS-5104 | わかさ | 日立造船 舞鶴工場     | 1984年 （昭和59年） 8月21日 | 1985年 （昭和60年） 5月21日 | 1986年 （昭和61年） 2月25日 |                             | 海洋業務・対潜支援群 第1海洋観測隊 （横須賀基地） |